# Piotr Kędzia
Piotr Kędzia (Polonia, 6 de junio de 1984) es un atleta polaco, especialista en la prueba de 4x400 m en la que llegó a ser medallista de bronce europeo en 2006.

## Carrera deportiva
En el Campeonato Europeo de Atletismo de 2006 ganó la medalla de bronce en los relevos de 4x400 metros, con un tiempo de 3:01.73 segundos, llegando a la meta tras Francia y Reino Unido, siendo sus compañeros de equipo: Daniel Dąbrowski, Piotr Rysiukiewicz y Rafał Wieruszewski.